# Beaufort-en-Vallée
Beaufort-en-Vallée era una comuna francesa situada en el departamento de Maine y Loira, de la región de Países del Loira, que el 1 de enero de 2016 pasó a ser una comuna delegada de la comuna nueva de Beaufort-en-Anjou al fusionarse con la comuna de Gée.

## Demografía
| Gráfica de evolución demográfica de Beaufort-en-Vallée entre 1800 y 2013 |
|                                                                          |

Los datos demográficos contemplados en este gráfico de la comuna de Beaufort-en-Vallée se han cogido de 1800 a 1999 de la página francesa EHESS/Cassini, y los demás datos de la página del INSEE.